# جيمس إس. نوريس
جيمس إس. نوريس (بالإنجليزية: James S. Norris)‏ هو سياسي أمريكي، ولد في 1810 في مونموث في الولايات المتحدة، وتوفي في 5 مارس 1874 في كوتج غروف في الولايات المتحدة. حزبياً، نشط في حزب العمال المزارعين الديمقراطيين في مينيسوتا والحزب الديمقراطي. وقد انتخب عضو مجلس نواب مينيسوتا.